# Anguillospora pseudolongissima
Anguillospora pseudolongissima är en svampart som beskrevs av Ranzoni 1953. Anguillospora pseudolongissima ingår i släktet Anguillospora, ordningen Pleosporales, klassen Dothideomycetes, divisionen sporsäcksvampar och riket svampar.   Inga underarter finns listade i Catalogue of Life.